# Koreasat 5A
Koreasat 5A je telekomunikační družice korejské společnosti KT Sat, patřící pod KT Corporation. Družici vyrobila firma Thales Alenia Space. Její pracovní pozice je nad 113. stupněm východní délky na geostacionární oběžné dráze Země, kde má společně se satelitem Koreasat 7 poskytovat připojení k internetu, telekomunikační a multimediální služby pro oblasti Koreje, Japonska, Indočíny a Středního východu.
Koreasat 5A byl uveden na přechodovou dráhu ke geostacionární dráze pomocí nosné rakety Falcon 9 Block 4 společnosti SpaceX, sídlem v kalifornském Hawthornu. Původně mělo jít o první start z floridské rampy SLC-40 po víc než roční pauze způsobené nehodou se satelitem Amos-6, startovalo se ale z rampy LC-39A a první stupeň přistál na mořské plošině Of Course I Still Love You. Statický zážeh před letem proběhl 26. října v 18:00 SELČ. Druhý stupeň Falconu 9 zanikl v atmosféře nad Tichým oceánem 27. října 2018.
Satelit slouží jako náhrada za Koreasat 5, který byl vypuštěn v roce 2006 a měl fungovat patnáct let. V důsledku problémů se solárními panely v roce 2013 nemá dostatek energie. Koreasat 5A byl navrhnut a vyroben společností Thales Alenia Space a je postavený na platformě Spacebus-4000B2. Při startu vážil 3500 kg a životnost je plánována na více než 15 let. K pohonu slouží motor S400 od firmy Ariane a přístrojům dodávají energii dvě pole solárních panelů o celkovém výkonu 7 kW.